# Bematistes intermissa
Bematistes intermissa är en fjärilsart som beskrevs av M.Gaede 1915. Bematistes intermissa ingår i släktet Bematistes och familjen praktfjärilar. Inga underarter finns listade i Catalogue of Life.